# Laurent Mazaury
Laurent Mazaury ([lɔʁɑ̃ mazoʁi]), né le 23 août 1965 à Pantin (Seine-Saint-Denis), est un homme politique français. Membre de l'UDI, il est député de la 11e circonscription des Yvelines depuis le 8 juillet 2024.

## Situation personnelle

### Origines
Laurent Mazaury naît le 23 août 1965 à Pantin, dans le département français de la Seine-Saint-Denis, en région Île-de-France.

## Détail des mandats et fonctions

### À l’Assemblée nationale
- Depuis le 18 juillet 2024 : député de la 11e circonscription des Yvelines

### Au niveau local
- Depuis mai 2014 : Vice-président de Saint-Quentin-en-Yvelines
- Depuis 2014 : Conseiller Communautaire de Saint Quentin en Yvelines
- Depuis mars 2008 : Adjoint au maire d'Élancourt